# Carles Martí
Carles Martí i Jufresa (Barcelona, 1966), político y licenciado en filosofía. Fue el primer secretario de la federación de Barcelona del Partido de los Socialistas de Cataluña y senador en las Cortes Generales en la X Legislatura. Fue primer teniente de alcalde de Barcelona. 

## Biografía
Político y licenciado en filosofía, fue primer teniente de alcalde del ayuntamiento de Barcelona desde el verano de 2007 hasta 2010. 
Estudió en el Liceo Francés de Barcelona, y se licenció en Filosofía por la Universidad de Barcelona en el año 1989, donde fue adjunto al vicerrector de Estudiantes hasta 1990. De 1990 a 1995 trabajó en la Oficina de Relaciones Internacionales de la UB, de donde llegó a ser el director. Mientras tanto, su pasión política le llevó a militar en el Partit dels Socialistes de Catalunya desde 1984 y al mismo tiempo llegar a ser secretario general de la AJEC, la Asociación de Jóvenes Estudiantes de Catalunya. En lo que respecta al ayuntamiento de Barcelona, antes de asumir la primera tenencia de alcaldía, fue asesor técnico de la concejalía de Juventud y Mujer (1995-1999), concejal del distrito de Sarrià-Sant Gervasi (1999-2003), concejal del Distrito de Ciutat Vella desde 2003 hasta junio de 2007, concejal de Cultura desde el 4 de mayo de 2006 y quinto teniente de Alcalde desde el 15 de septiembre hasta junio de 2007.
En las Elecciones Generales de 2011 es elegido Senador por la provincia de Barcelona y termina su mandato en 2015 al no ser reelegido.

## Cargos desempeñados
- Concejal del Ayuntamiento de Barcelona (Desde 1999)
- Quinto teniente de alcalde de Barcelona (2006-2007)
- Primer teniente de alcalde de Barcelona (2007-2010)
- Primer Secretario de la Federación de Barcelona del PSC

| Predecesor: Xavier Casas | Primer teniente de Alcalde de Barcelona 2007-2010 | Sucesor: Jordi William Carnes |

## Enlaces
Blog de Carles Martí
- Datos: Q11912412
- Multimedia: Carles Martí i Jufresa / Q11912412